# Escarapela de España

La escarapela de España como símbolo nacional surge, como en otros países (a imitación de la escarapela tricolor de la Revolución Francesa), en la época de la Guerra de Independencia. Como expresión patriótica muchos españoles utilizaron la escarapela roja sujeta por galón dorado, que antiguamente era sin fruncir usada por las tropas con o sin uniformes, atada al casco o al brazo como brazalete distintivo durante el combate con el color tradicional de la Banda de Castilla. Para evitar tal significado José Bonaparte dictó un Decreto el 18 de agosto de 1809 (Gaceta de Madrid de 22 de agosto de 1809) prohibiendo el uso de cualquier "cucarda" de cualquier color, excepto por parte de los militares que debieran usar la escarapela encarnada en el sombrero de tres picos.

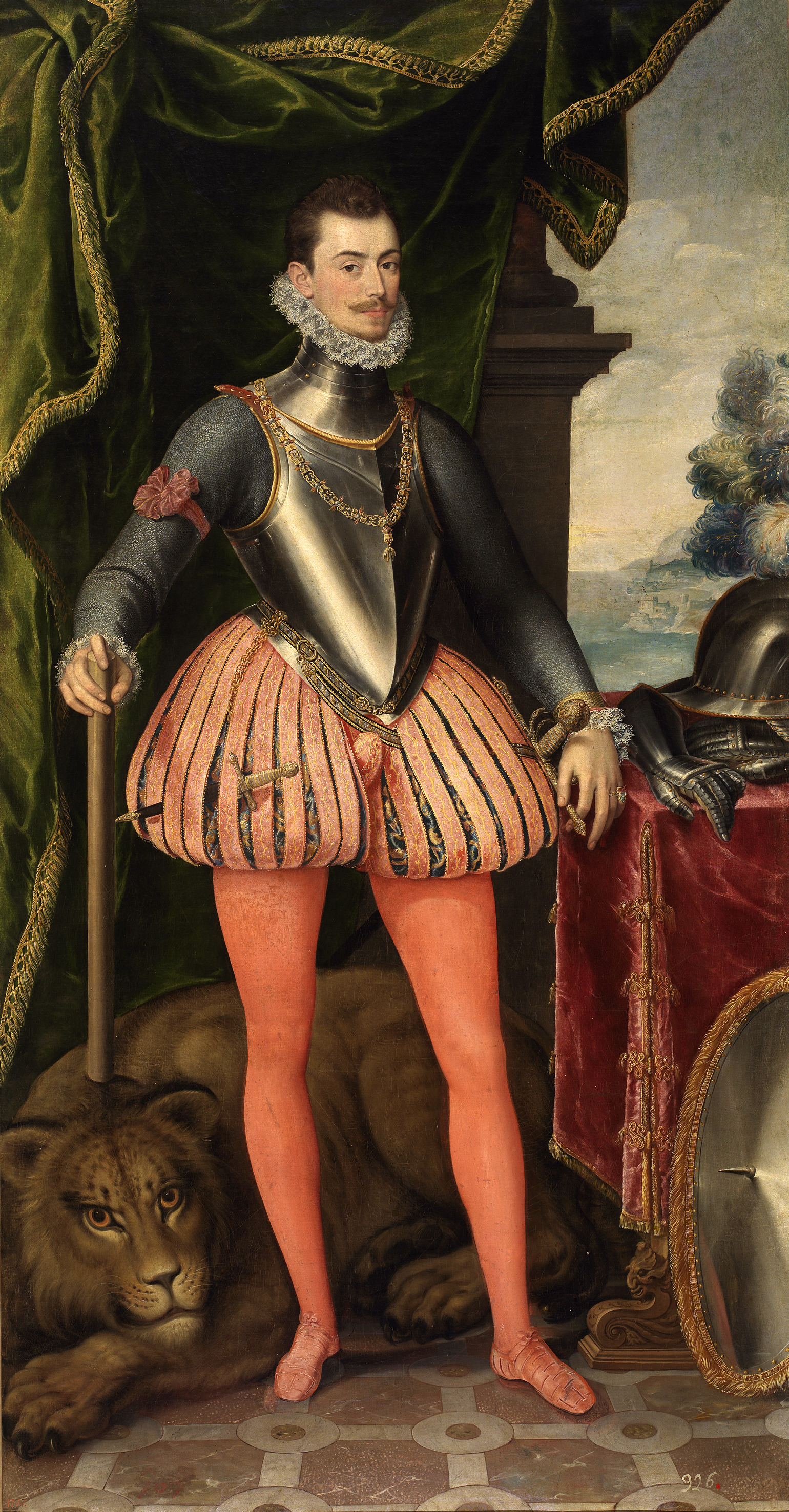
Retrato de Don Juan de Austria. El distintivo de las tropas de España, al brazo.

 La palabra «cucarda» (del francés cocarde) es sinónima de «escarapela», pero de uso mucho menor. Después de la guerra y reinando Fernando VII una circular del Ministerio de la Guerra de 7 de enero de 1815 (Gaceta de Madrid de 11 de febrero de 1815) volvió de nuevo a prohibir el uso de la escarapela roja a los paisanos, limitando su uso a los militares (los oficiales en tiempo de paz, y todas las tropas en tiempo de guerra), miembros de la familia real y los empleados de Correos a los que se daba nombramiento de oficiales de milicias urbanas para que la pudieran llevar como distintivo en sus viajes. Posteriormente por decisiones singulares se concedió su uso a miembros de otras instituciones con fuero militar, como las Hermandades de Ciudad Real, Talavera y Toledo, la Real Maestranza de Sevilla, o en 1832 a los empleados de Hacienda. Tras la adopción de la bandera de España en 1843 hay un intento de sustituir la escarapela roja por otra rojigualda, pero mediante Real Decreto de 2 de octubre de 1844 (Gaceta de Madrid de 6 de octubre de 1844) se restableció el uso de la roja por todos los cuerpos del Ejército y todos los empleados del Estado. En 1869 el Gobierno Provisional surgido de la Revolución de 1868 creyó ver en el uso de la escarapela roja un recuerdo de la Casa de Borbón y consultó a la Academia de la Historia, la cual informó que los colores de la Casa de Borbón eran el azul y el blanco, y que el color rojo era el tradicional español. No obstante el informe a favor de mantener el color rojo de las escarapelas militares por mimetismo con los colores de la bandera nacional en 1871 se decidió el uso oficial de la escarapela roja y amarilla, lo que provocó un artículo de Cánovas del Castillo en su contra.
A finales del siglo XIX la escarapela va desapareciendo de los uniformes por el cambio en las modas militares. No obstante, los voluntarios reclutados en Cuba son dotados de una escarapela roja y amarilla.
Existe una versión republicana de la escarapela, que fue empleada durante el periodo de la II República Española, añadiendo el color morado. La guerra civil española volvió a conocer el uso abundante de las escarapelas en ambos bandos por parte de las diversas milicias y unidades militares.
Hay otra escarapela aeronáutica que aparece con la aviación a principios del siglo XX, que fue posteriormente sustituida durante la II República por otra tricolor, y que el bando nacional durante la guerra civil española volvió a sustituir por la rojigualda.

## Distintivo aeronáutico

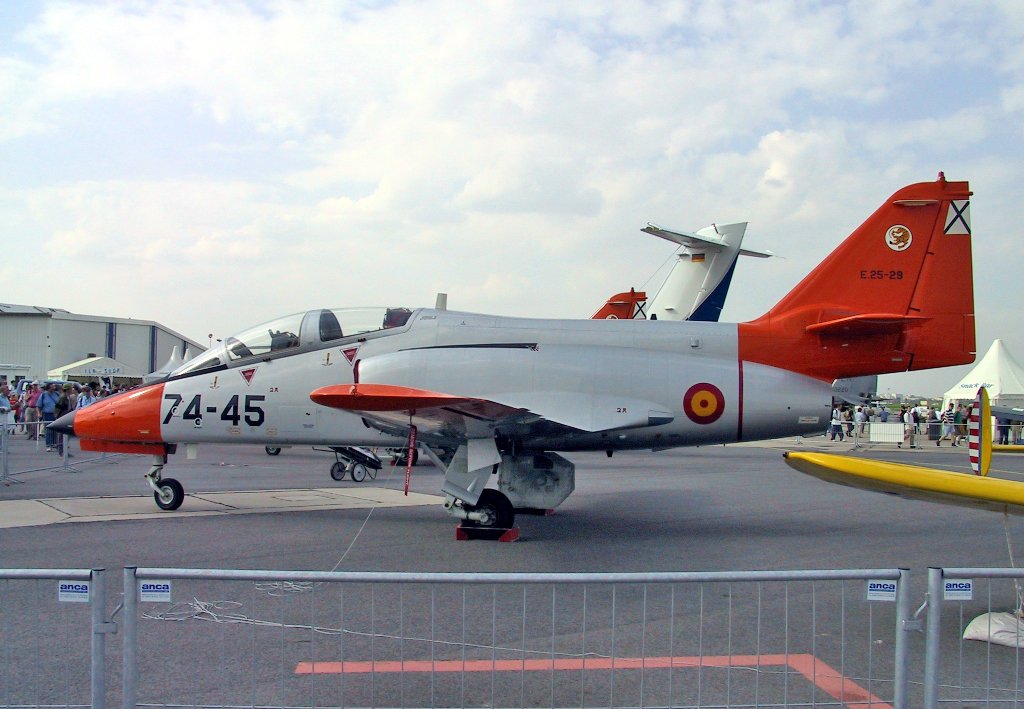
CASA C-101 Aviojet del antiguo Grupo 41 de la Base Aérea de San Javier con la escarapela española pintada en el lateral

La escarapela aeronáutica, o cucarda, se utiliza como distintivo para indicar nacionalidad en los aviones o aeronaves que, debido a la velocidad que alcanzan, no pueden arbolar banderas en su forma tradicional. La mayoría de estos distintivos nacionales siguen la forma del roel heráldico, pero hay excepciones, como en la Luftwaffe alemana que usa una cruz, o la Õhuvägi estonia, que usa un triángulo.
Además de la escarapela, las aeronaves del Ejército del Aire y del Espacio y el Ejército de Tierra tienen como marca distintiva en la cola una cruz de San Andrés negra sobre fondo blanco. Las aeronaves de la Armada solían llevar la misma cruz de San Andrés, pero la Armada la ha abandonado y substituido por el escudo de la aviación naval.

## Escarapela actual

Escarapela nacional de España (versión 1)
Escarapela nacional de España (versión 2)

## Escarapelas históricas

Escarapela militar desde el siglo XVI hasta finales del XIX (versión 1).
Escarapela militar desde el siglo XVI hasta finales del XIX (versión 2).
Escarapela de la Segunda República Española (1931-1939).
Escarapela aeronáutica de la zona sublevada durante la Guerra Civil española (1936-1939).
Escarapela aeronáutica de la zona sublevada durante la Guerra Civil española (1936-1939).
Escarapela aeronáutica de la zona sublevada durante la Guerra Civil española (1936-1939).